# Rousfeti
Als Rousfeti [/ɾu.ˈsfɛ.ti/] (griechisch ρουσφέτι), im Plural Rousfetia (ρουσφέτια), bezeichnet man in der politischen Kultur Griechenlands die Gabe von klientelistischen Gefälligkeiten.

## Geschichte
Der Ursprung des Wortes aus dem türkischen rüşvet – seinerseits von arabisch رشوة rişwat – zeigt zugleich die Herkunft dieser „Gefälligkeiten“ aus der Zeit der griechischen Zugehörigkeit zum Osmanischen Reich. Nach der Zerstörung der Oligarchie des byzantinischen Reiches wurden die Muhtare genannten örtlichen Dorfbürgermeister die neue führende Schicht Griechenlands. In diesem im ganzen Orient verbreiteten Muhtarsystem waren die Dorfbürgermeister einerseits Vertreter des Osmanischen Reiches vor Ort und erhielten dafür Geld, andererseits Beschützer der örtlichen Bevölkerung. Erfolg und Misserfolg vor Ort wurde den Muhtaren vonseiten der Regierung persönlich zugerechnet. Im Erfolgsfall erhielten sie Geld, das sie ihrerseits wiederum an die Bevölkerung (oft zu Wucherzinsen) verleihen konnten. Aus der Quervernetzung der Muchtare untereinander während der griechischen Befreiungskriege entwickelten sich so klientelistische Netzwerke.
Nach der griechischen Unabhängigkeit 1828 nutzten diese klientelistischen Netzwerke die vorhandenen Strukturen, um weiterhin das vom Staat Gestohlene oder sonst erhaltene Vorteile in Form der rousfetia an ihre Klientel weiterzugeben. Diese Vorteile bestanden in politischen Gefälligkeiten wie Beamtenposten oder Geldleistungen. Im Gegenzug erwarteten die ehemaligen Muhtare und nunmehrigen Patrone, dass ihre Klientel bei politischen Wahlen für sie stimmte. Das Muhtarsystem war unter den neuen Vorzeichen der politischen Unabhängigkeit angepasst und politisch fruchtbar gemacht worden.
Bis zum Ende des 20. Jahrhunderts wurden politische Konflikte innerhalb der griechischen Parteien (ERE/Nea Dimokratia, Enosis Kendrou und später PASOK) selten als programmatische Konflikte betrachtet, die durch Diskussion zu lösen waren, wie insgesamt die griechischen Parteien deutlich weniger als programmatische Parteien denn als klientelistische Pyramiden zu betrachten sind. An die Stelle von programmatischer und ideologischer Diskussion trat das rousfeti: Die Klientel stimmte für ihren Patron in Erwartung eines rousfeti, sie verließ umgekehrt die Partei, wenn es versprochene rousfetia nicht gegeben hatte.

## Ökonomische Bewertung
Die Troika aus rousfeti, Fakelaki und dem 4-4-2-System, der Reduktion der Steuerschuld um 80 % durch steuerfreie Einbehaltung von 40 % des Besteuerten, Zahlung von 40 % des hinterzogenen Steuerbetrages an zuständige Finanzbeamte und letztlich eine Zahlung von 20 % an den Staat zur Tilgung der manipulierten Steuerschuld, wird in der internationalen Presse als eines der Hauptprobleme Griechenlands beim Aufbau einer modernen Staatsverwaltung diskutiert, insbesondere seit der griechischen Staatsschuldenkrise.